# Sinorchis
Sinorchis là một chi thực vật có hoa trong họ, Orchidaceae.